# Al Rossi
Albert "Al" Rossi (ur. 20 czerwca 1931 w Bessemer) – amerykański wioślarz, brązowy medalista olimpijski.
Wystąpił na igrzyskach olimpijskich w Helsinkach w 1952 roku, gdzie osada USA w składzie: Carl Lovsted, Al Ulbrickson, Richard Wahlstrom, Matt Leanderson i Al Rossi (sternik) zdobyła brązowy medal w czwórkach ze sternikiem. W finale o 3,6 sekundy przegrali z osadą Czechosłowacji, a o 0,5 sekundy lepsi byli Szwajcarzy. Był to jego jedyny start olimpijski.
Kształcił się na University of Washington, następnie pracował jako nauczyciel. Po przejściu na emeryturę objął stanowisko kierownicze na torze wyścigowym Longacres.